# カウチンバレー地域
カウチンバレー地域（カウチンバレーちいき、英：Cowichan Valley Regional District）はブリティッシュコロンビア州の地方行政区の1つ。バンクーバー島の南部に位置し、ガルフ諸島の一部を含む。カウチン湖が中央部にあり、ウェストコースト・トレイル（West Coast Trail）の南部分も同地域内を走っている。

## 主な都市
- ダンカン（Duncan）
- レイディスミス（Ladysmith）
- シュメイナス（Chemainus）